# Erioptera caledonia
Erioptera caledonia är en tvåvingeart som beskrevs av Alexander 1948. Erioptera caledonia ingår i släktet Erioptera och familjen småharkrankar. Inga underarter finns listade i Catalogue of Life.